# Komarno (Ukraine)
Komarno (ukrainsk: Комарно, polsk: Komarno, jiddisch: קאָמאַרנע) er en by beliggende i Lviv rajon (distrikt) i Lviv oblast (region) i det vestlige Ukraine. Det lokale styre administreres af Komarnivska byråd. Den er hjemsted for administrationen af Komarno urban hromada, en af hromadaerne i Ukraine. 
I 2021 havde byen 3.707 indbyggere.